# Blanco en blanco
Blanco en blanco és una pel·lícula de l'any 2019 dirigida pel espanyol i xilè Théo Court, sobre el Genocidi Selknam que va tenir lloc a l'arxipèlag de Terra del Foc a les dècades finals del segle xix. Va ser exhibida en la secció Orizzonti de la 76a Mostra Internacional de Cinema de Venècia de 2019. En aquesta edició, Théo Court va guanyar el premi al millor director en la secció de Orizzonti.

## Història
Blanco en blanco és una pel·lícula de l'any 2019 dirigida per l'espanyol i xilè Théo Court, sobre el Genocidi Selknam que va tenir lloc a Terra del Foc en les dècades finals del segle xix.
La història es desenvolupa en l'Arxipèlag de Terra del Foc, una regió situada en el sud de l'Argentina i Xile, durant la segona meitat del segle xix. La Sociedad Explotadora de Tierra del Fuego (SETF) desitja explotar aquestes terres per a pastures de bestiar i s'enfronta contra la població autòctona, diverses comunitats índies, sent les més conegudes els Selknam, pels escrits documentats existents sobre l'anomenat genocidi selknam. El procediment que desenvolupa la SETF per a explotar aquestes terres, té els seus antecedents en el procés d'expulsió, desplaçament forçat de població de les Terres Altes escoceses del segle xviii, realitzat a les terres escoceses i conegut en anglès com Highland Clearances. El procés que té lloc a Terra del Foc es realitza amb la participació d'alguns escocesos que adapten el procés realitzat a les terres altes escoceses a l'entorn de l'Arxipèlag de Terra del Foc, per a complir els requeriments dels hisendats de la SETF.
La pel·lícula es desenvolupa a través de la visió estètica d'un fotògraf (protagonitzat per l'actor Alfredo Castro) que només és allí per a fotografiar les futures noces d'un dels terratinents dels terrenys, Mr. Porter, el protagonista absent de la pel·lícula. El paper representat per Alfredo Castro, el fotògraf que en veure's implicat en la realitat, ofereix una visió de les seves composicions fotogràfiques com a registre dels fets, compte la història amb imatges, documentant la realitat dels fets que van ocórrer en Terra del Foc, però que succeeixen en qualsevol lloc del planeta. Tres composicions fotogràfiques embasten la història: la primera presa, de la joveneta dona que serà la futura esposa, una altra segona foto d'aquesta jove nena, i una tercera final dels caçadors amb les seves víctimes. La cruesa del fet relatat es plasma amb una successió de fotografies que descriuen amb realisme el territori, Terra del Foc, i els personatges.
La pel·lícula s'ha exhibit en molts festivals, com el Festival Internacional de Cinema de Rotterdam (IFFR) i a més ha estat reconeguda amb diversos premis, com el premi a la millor adreça en el Festival Internacional de Cinema de Venècia, o el Premi de la Secció oficial de Ficció en el Festival de Tolosa, així com en el Festival del Nou Cinema Llatinoamericà de l'Havana i el Premi Especial del Jurat en Festival Internacional de Minsk (Belarús)
El paper principal de la pel·lícula, protagonitzat per Alfredo Castro, és el fotògraf que registra els fets amb la seva visió estètica, col·locant els personatges. La pel·lícula es va rodar en diverses localitzacions situades en l'Arxipèlag de Terra del Foc i l'arxipèlag Canari. A les Illes Canàries, a Tenerife en el volcà Teide es va rodar l'escena final.
El director de Blanco en Blanco, Théo Court (fill del pintor Patricio Court) va ser reconegut com a millor director de la secció Orizzonti del Festival de Venècia en l'edició de l'any 2019. Théo Court ha dirigit entre d'altres, en 2005 El espino, en 2007, i Ocaso/Declive en 2010, sent Blanco en Blanco el seu segon llargmetratge.

## Reconeixements
- Al setembre de 2019 Premi al Millor Director i el Premi FIPRESCI en el Festival Internacional de Cinema de Venècia.[9]
- La pel·lícula ha guanyat a Tolosa de Llenguadoc, al Festival Cinélatino Rencontres de 2019, el Gran Premi de la Secció Oficial de Ficció.[10]
- A més també ha estat reconeguda amb el premi FICXijón 2019 en la Secció Oficial del Festival Internacional de Cinema de Gijón.[11][12]

## Repartiment
- Alfredo Castro
- Lars Rudolph
- Lola Rubio
- David Pantaleón